# خمس (خلخال)
خمس هي قرية في مقاطعة خلخال، إيران. عدد سكان هذه القرية هو 1,051 في سنة 2006.